# 7 Days (2010)
7 Days (Originaltitel: Les 7 jours du talion) ist ein kanadischer Horrorthriller des Regisseurs Daniel Grou aus dem Jahr 2010 mit Claude Legault in der Hauptrolle. Das Drehbuch stammt von Patrick Senécal und basiert auf dessen Roman Les sept jours du talion.

## Handlung
Die Tochter des Chirurgen Bruno Hamel wird vergewaltigt und ermordet in einem Waldstück aufgefunden. Bruno entführt daraufhin den Hauptverdächtigen Anthony Lemaire während eines Gefangenentransportes. Hamel informiert telefonisch die Polizei, dass er Lemaire in sieben Tagen ermorden werde, der siebte Tag fällt zudem auf den Geburtstag seiner ermordeten Tochter. Erst nach Lemaires Tod werde er sich der Polizei stellen.
Police Detective Mercure leitet die Ermittlungen. Mercure erfuhr ein ähnliches Schicksal, als seine Frau während eines Ladenüberfalls ermordet wurde.
Während der sieben Tage wird Lemaire von Hamel brutal gefoltert, wobei er ihm unter anderem das Knie zertrümmert, ihn mit Eisenketten schlägt und bei vollem Bewusstsein einen künstlichen Darmausgang legt. Lemaire, der sich zunächst unschuldig gegeben hatte, gesteht Hamel, dass er neben seiner Tochter Jasmin auch drei weitere Mädchen vergewaltigt und ermordet hat. Währenddessen hat die Polizei immer noch Schwierigkeiten, Hamel ausfindig zu machen. Hamel entführt die Mutter eines seiner Opfer, welche seine Aktionen in einem Fernsehinterview missbilligte, indem sie meinte, dass seine Aktion niemandem etwas bringen würde, und bringt sie zu Lemaire.
Erst am siebten Tag gelingt es der Polizei, Hamel ausfindig zu machen. Hamel stellt sich und lässt Lemaire am Leben. Während die Polizei ihn abführt, fragt ein Reporter ihn, ob Rache richtig sei. Hamel verneint diese Frage. Der Reporter möchte nun von Hamel wissen, ob er seine Racheaktionen bereut. Hamel verneint die zweite Frage ebenfalls. Die Kamera blendet aus.

## Kritik
Das Lexikon des internationalen Films bezeichnete den Film als „Selbstjustizfilm voller sadistischer Grausamkeit, der mit nüchternen Bildern dem Terror ins Auge blickt und auf den Schmerz fokussiert“.
Die Filmzeitschrift Cinema beschrieb die Produktion als „schonungslos harte Geschichte“.
Markus Müller im Filmportal Moviemaze schrieb: „Wenn Rachethriller auf Torture-Porn stößt, ist das Ergebnis meist weit entfernt von großer Filmkunst. Dass das Ganze auch mit Hirn geht, beweist der kanadische Regisseur Daniel Grou. Sein kompromisslos deprimierender und schonungslos brutaler Selbstjustizstreifen erweist sich als geschickt ausgelotete Charakterstudie, die den Zuschauer auch im Nachhinein noch lange beschäftigt und dem Rachethriller-Genre tatsächlich noch etwas hinzufügen kann.“ Der Film sei „dramaturgisch recht geschickt aufgebaut“, nicht alle Handlungsstränge können als vollkommen gelungen bezeichnet werden. Auch die Storyentwicklung gegen Ende wirke ein wenig konstruiert. Fazit: Wer den Magenumdreher bis zum Ende durchhält, wird mit einer gut überlegten Gesamtaussage belohnt, die durchaus nachdenklich stimmt.